# Імені Ємця М. А.
Ім. Є́мця М. А. — пасажирський залізничний зупинний пункт Одеської дирекції Одеської залізниці на лінії Одеса-Застава I — Арциз.
Розташований у садовому кооперативі Схід Одеського району Одеської області між станціями Ксенієве (2 км) та Аккаржа (8 км).
На платформі зупиняються приміські поїзди